# Tiokoye
Der Tiokoye ist ein kleiner linker Nebenfluss des Gambia in Guinea und Senegal.

## Verlauf
Der Fluss hat seine mündungsfernsten Quellen am Südrand eines beckenartig von Randbergen gesäumten Hochplateaus im Norden des Fouta Djallon-Berglands. Dieses Gebiet liegt in der Region Labé an der Nordgrenze Guineas. Der Tiokoye durchfließt das Plateau in nördlicher Richtung und gräbt dann sein Tal gut 200 Meter tief in das Randgebirge des Beckens ein. Er trennt mit diesem Einschnitt die Nepen-Diakha-Berge im Westen von dem Dindéfelo-Hochland im Osten. Unten angekommen überquert er sogleich die Grenze zu Senegal und hat bis dahin einen Talweg von etwa 46 Kilometern zurückgelegt. Nun schwenkt der Flusslauf nach Nordwesten. Nach weiteren 76 Kilometern mündet der Thiokoye etwa 40 Kilometer nordwestlich von Kédougou in den Gambia.

## Hydrometrie
Durchschnittliche monatliche Durchströmung des Thiokoye gemessen an der hydrologischen Station Pont Routier in m³/s (drei Viertel des Einzugsgebietes).
- Diagrammdaten:
- Definition |
- Rohdaten |
- Hilfe